# Distritos da Romênia
Os distritos da Romênia (português brasileiro) ou Roménia (português europeu) são as subdivisões administrativas de primeiro nível daquele país do Sudeste da Europa. A designação em romeno é județ (pron. ʒu'deʦ; plural județe; pron. ʒuˈdet͡se), um termo que pode ser traduzido como distrito, região, departamento ou condado.
Nos termos da Nomenclatura das Unidades Territoriais para Fins Estatísticos da União Europeia, os județe são regiões NUTS 3, análogos aos agrupamentos de concelhos portugueses.
O consiliu județean (conselho distrital) coordena a atividade dos conselhos das comunas, das cidades e dos municípios que fazem parte do distrito. É composto por conselheiros eleitos.

## Subdivisões dos distritos
Existem 41 distritos na Romênia. São divididos em municipii (municípios), orașe (vilas) e comune (comunas). Cada distrito tem uma capital, que abriga as sedes de instituições locais e nacionais. O governo central é representado por um prefeito em cada distrito.
Os 41 distritos romenos subdividem-se em:
- 2 686 comunas — em zonas rurais
- 169 vilas — em áreas urbanas
- 96 municípios (municipii) — em grandes áreas urbanas

Na Roménia, o estatuto de município é dado apenas a grandes cidades, geralmente com mais de 15 000 habitantes, possibilitando uma administração menos centralizada.

## História
A divisão administrativa em județe existe desde o século XV nos designados Principados do Danúbio (Valáquia e Moldávia), sendo cada județ governado por um jude (do latim judicis, "juiz" em português), com poderes administrativos e judiciais.
A divisão administrativa moderna foi inspirada no modelo francês dos departamentos, criados no século XIX, tendo cada județ um prefeito que representava o governo central e um conselho departamental. Durante a vigência do regime comunista na Romênia, os județe deram lugar aos raions, inspirados no modelo russo, mas foram reintroduzidos em 1968.

## Distritos

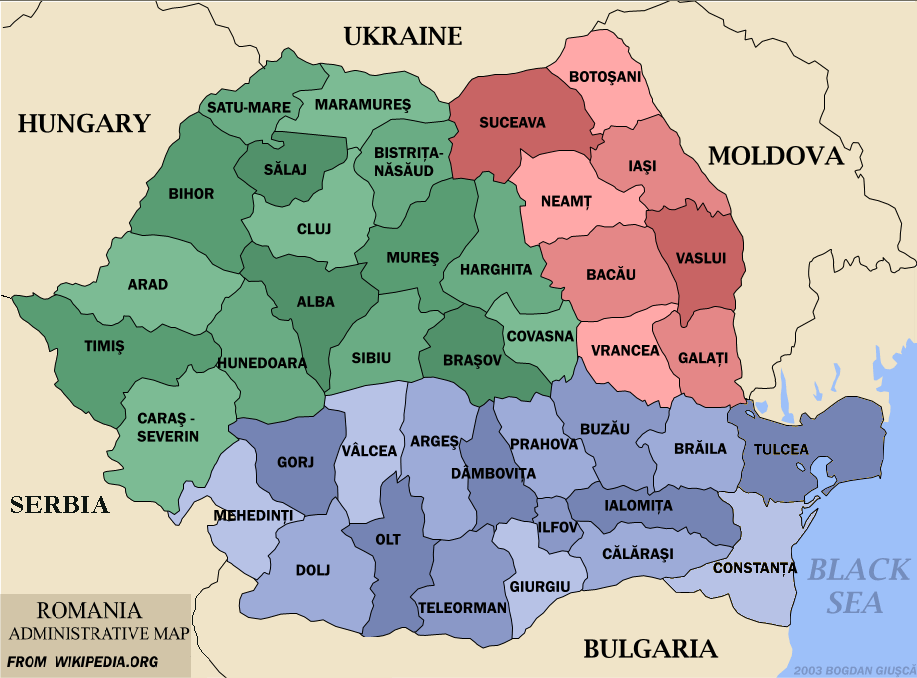
Mapa administrativo da Romênia
Transilvânia está em verde, Valáquia em azul e a região da Moldávia em vermelho.

| Distrito        | Capital do distrito           | Origem do nome                       | Região de desenvolvimento | Código ISO | Código postal | Código telefônico | Código NUTS | Código FIPS | População (2011) | Área (km²) | Mapa |
| Alba            | Alba Iulia                    | Rio Alba                             | Centro                    | AB         | 51            | 58                | RO121       | RO01        | 342,376          | 6.242      |      |
| Arad            | Arad                          | capital do condado                   | Oeste                     | AR         | 31            | 57                | RO421       | RO02        | 430,629          | 7.754      |      |
| Argeș           | Pitești                       | Rio Argeș                            | Sul-Muntênia              | AG         | 11            | 48                | RO311       | RO03        | 612,431          | 6.862      |      |
| Bacău           | Bacău                         | capital do condado                   | Nordeste                  | BC         | 60            | 34                | RO211       | RO04        | 616,168          | 6.621      |      |
| Bihor           | Oradea                        | Comuna de Biharia                    | Noroeste                  | BH         | 41            | 59                | RO111       | RO05        | 575,398          | 7.544      |      |
| Bistrița-Năsăud | Bistrița                      | Rio Bistrița e cidade de Năsăud      | Noroeste                  | BN         | 42            | 63                | RO112       | RO06        | 286,225          | 5.355      |      |
| Botoșani        | Botoșani                      | capital do condado                   | Nordeste                  | BT         | 71            | 31                | RO212       | RO07        | 412,626          | 4.986      |      |
| Brașov          | Brașov                        | capital do condado                   | Centro                    | BV         | 50            | 68                | RO122       | RO08        | 549,217          | 5.363      |      |
| Brăila          | Brăila                        | capital do condado                   | Sudeste                   | BR         | 81            | 39                | RO221       | RO09        | 321,212          | 4.766      |      |
| București       | (Municipalidade de Bucareste) | último nome Bucur                    | Bucareste-Ilfov           | B          | 01–06         | 1x                | RO321       | RO10        | 1,883,425        | 228        |      |
| Buzău           | Buzău                         | Rio Buzău                            | Sudeste                   | BZ         | 12            | 38                | RO222       | RO11        | 451,069          | 6.103      |      |
| Caraș-Severin   | Reșița                        | Condados extintos de Caraș e Severin | Oeste                     | CS         | 32            | 55                | RO422       | RO12        | 295,579          | 8.514      |      |
| Călărași        | Călărași                      | capital do condado                   | Sul-Muntênia              | CL         | 91            | 42                | RO312       | RO41        | 306,691          | 5.088      |      |
| Cluj            | Cluj-Napoca                   | capital do condado                   | Noroeste                  | CJ         | 40            | 64                | RO113       | RO13        | 691,106          | 6.674      |      |
| Constança       | Constança                     | capital do condado                   | Sudeste                   | CT         | 90            | 41                | RO223       | RO14        | 684,082          | 7.071      |      |
| Covasna         | Sfântu Gheorghe               | Rio Covasna                          | Centro                    | CV         | 52            | 67                | RO123       | RO15        | 210,177          | 3.710      |      |
| Dâmbovița       | Târgoviște                    | Rio Dâmbovița                        | Sul-Muntênia              | DB         | 13            | 45                | RO313       | RO16        | 518,745          | 4.054      |      |
| Dolj            | Craiova                       | Rio Jiu                              | Sudoeste Oltênia          | DJ         | 20            | 51                | RO411       | RO17        | 660,544          | 7.414      |      |
| Galați          | Galați                        | capital do condado                   | Sudeste                   | GL         | 80            | 36                | RO224       | RO18        | 536,167          | 4.466      |      |
| Giurgiu         | Giurgiu                       | capital do condado                   | Sul-Muntênia              | GR         | 08            | 46                | RO314       | RO42        | 281,422          | 3.526      |      |
| Gorj            | Târgu Jiu                     | Rio Jiu                              | Sudoeste Oltênia          | GJ         | 21            | 53                | RO412       | RO19        | 341,594          | 5.602      |      |
| Harghita        | Miercurea Ciuc                | Montes Harghita                      | Centro                    | HR         | 53            | 66                | RO124       | RO20        | 310,867          | 6.639      |      |
| Hunedoara       | Deva                          | cidade de Hunedoara                  | Oeste                     | HD         | 33            | 54                | RO423       | RO21        | 418,565          | 7.063      |      |
| Ialomița        | Slobozia                      | Rio Ialomița                         | Sul-Muntênia              | IL         | 92            | 43                | RO315       | RO22        | 274,148          | 4.453      |      |
| Iași            | Iași                          | capital do condado                   | Nordeste                  | IS         | 70            | 32                | RO213       | RO23        | 772,348          | 5.476      |      |
| Ilfov           | Buftea                        | Rio Ilfov                            | Bucareste-Ilfov           | IF         | 07            | 1x                | RO322       | RO43        | 388,738          | 1.583      |      |
| Maramureș       | Baia Mare                     | Região histórica de Maramureș        | Noroeste                  | MM         | 43            | 62                | RO114       | RO25        | 478,659          | 6.304      |      |
| Mehedinți       | Drobeta-Turnu Severin         | Comuna de Mehadia                    | Sudoeste Oltênia          | MH         | 22            | 52                | RO413       | RO26        | 265,390          | 4.933      |      |
| Mureș           | Târgu Mureș                   | Rio Mureș                            | Centro                    | MS         | 54            | 65                | RO125       | RO27        | 550,846          | 6.714      |      |
| Neamț           | Piatra Neamț                  | Rio Neamț                            | Nordeste                  | NT         | 61            | 33                | RO214       | RO28        | 470,766          | 5.896      |      |
| Olt             | Slatina                       | Rio Olt                              | Sudoeste Oltênia          | OT         | 23            | 49                | RO414       | RO29        | 436,400          | 5.498      |      |
| Prahova         | Ploiești                      | Rio Prahova                          | Sul-Muntênia              | PH         | 10            | 44                | RO316       | RO30        | 762,886          | 4.716      |      |
| Satu Mare       | Satu Mare                     | capital do condado                   | Noroeste                  | SM         | 44            | 61                | RO115       | RO31        | 344,360          | 4.418      |      |
| Sălaj           | Zalău                         | Rio Sălaj                            | Noroeste                  | SJ         | 45            | 60                | RO116       | RO32        | 224,384          | 3.864      |      |
| Sibiu           | Sibiu                         | capital do condado                   | Centro                    | SB         | 55            | 69                | RO126       | RO33        | 397,322          | 5.432      |      |
| Suceava         | Suceava                       | Rio Suceava                          | Nordeste                  | SV         | 72            | 30                | RO215       | RO34        | 634,810          | 8.553      |      |
| Teleorman       | Alexandria                    | Rio Teleorman                        | Sul-Muntênia              | TR         | 14            | 47                | RO317       | RO35        | 380,123          | 5.790      |      |
| Timiș           | Timișoara                     | Rio Timiș                            | Oeste                     | TM         | 30            | 56                | RO424       | RO36        | 683,540          | 8.697      |      |
| Tulcea          | Tulcea                        | capital do condado                   | Sudeste                   | TL         | 82            | 40                | RO225       | RO37        | 213,083          | 8.499      |      |
| Vaslui          | Vaslui                        | Rio Vaslui                           | Nordeste                  | VS         | 73            | 35                | RO216       | RO38        | 395,499          | 5.318      |      |
| Vâlcea          | Râmnicu Vâlcea                | Condado medieval de Vîlcea           | Sudoeste Oltênia          | VL         | 24            | 50                | RO415       | RO39        | 371,714          | 5.765      |      |
| Vrancea         | Focșani                       | Condado medieval de Vrancha          | Sudeste                   | VN         | 62            | 37                | RO226       | RO40        | 340,310          | 4.857      |      |